# Ulica 7. septembra, Ljubljana
Ulica 7. septembra je ena izmed cest v Ljubljani.

## Ime
Ime je dobila po dogodku, ki se je pripetil 7. septembra 1941. Štirje mladi domačini so izvedli prvo oboroženo akcijo na italijansko vojsko, ki je okupirala ozemlje aprila istega leta. V akciji so sodelovali Adrijan Kumar, Jože Kališnik, Lojze Gogala in Miro Kos. Ko so srečali nočno patruljo mejnih finančnih miličnikov italijanske vojske, so nanjo začeli streljati. Dva mejna miličnika sta bila težko ranjena. Leta 1955 je Ježica sprejela ta dan za svoj krajevni praznik. 

## Urbanizem
Cesta poteka od T-križišča s Slovenčevo ulico in do T-križišča z Dunajsko cesto med blokovskima naseljema Bratovševa in Glinškova ploščad.
Na cesto se (od vzhoda proti zahodu) povezujejo: Komanova, Čerinova, Mucherjeva, Glinškova ploščad in Bratovševa ploščad.

## Javni potniški promet
Po Ulici 7. septembra poteka trasa mestnih avtobusnih linij št. 14 in 18. Na ulici je eno postajališče mestnega potniškega prometa.

### Postajališče MPP
| postajališče        | št. linije |
| ------------------- | ---------- |
| 103112 7. septembra | 14, 18     |

| postajališče        | št. linije |
| ------------------- | ---------- |
| 103111 7. septembra | 14, 18     |